# Олимпийский комитет Турции
Национальный олимпийский комитет Турции (тур. Türkiye Millî Olimpiyat Komitesi) — организация, представляющая Турцию в международном олимпийском движении. Основан в 1908 году; зарегистрирован в МОК в 1911 году.
Штаб-квартира расположена в Стамбуле. Является членом МОК, ЕОК и других международных спортивных организаций. Осуществляет деятельность по развитию спорта в Турции.